# Black to the Blind (álbum de Vade)
Black to the Blind es el tercer álbum de estudio de la banda de Death Metal, Vader lanzada el 13 de octubre de 1997.

## Lista de temas
| Black to the Blind |                                 |                  |                 |          |  |
| N.º                | Título                          | Letras           | Música          | Duración |  |
| 1.                 | «Heading for Internal Darkness» | Paweł Frelik     | Piotr Wiwczarek | 3:46     |  |
| 2.                 | «The Innermost Ambience»        | Paweł Wasilewski | Piotr Wiwczarek | 1:32     |  |
| 3.                 | «Carnal»                        | Paweł Frelik     | Piotr Wiwczarek | 2:09     |  |
| 4.                 | «Fractal Light»                 | Paweł Frelik     | Piotr Wiwczarek | 2:42     |  |
| 5.                 | «True Names»                    | Paweł Frelik     | Piotr Wiwczarek | 3:36     |  |
| 6.                 | «Beast Raping»                  | Paweł Wasilewski | Piotr Wiwczarek | 2:42     |  |
| 7.                 | «Foetus God»                    | Paweł Wasilewski | Piotr Wiwczarek | 2:43     |  |
| 8.                 | «The Red Passage»               | Paweł Wasilewski | Piotr Wiwczarek | 3:01     |  |
| 9.                 | «Distant Dream»                 | Tomasz Krajewski | Piotr Wiwczarek | 2:25     |  |
| 10.                | «Black to the Blind»            | Paweł Wasilewski | Piotr Wiwczarek | 4:08     |  |
| 11.                | «Anamnesis»                     | Paweł Wasilewski | Piotr Wiwczarek | 3:08     |  |
| 28:47              |                                 |                  |                 |          |  |

- Datos: Q880671